# Menhir di Tramonti

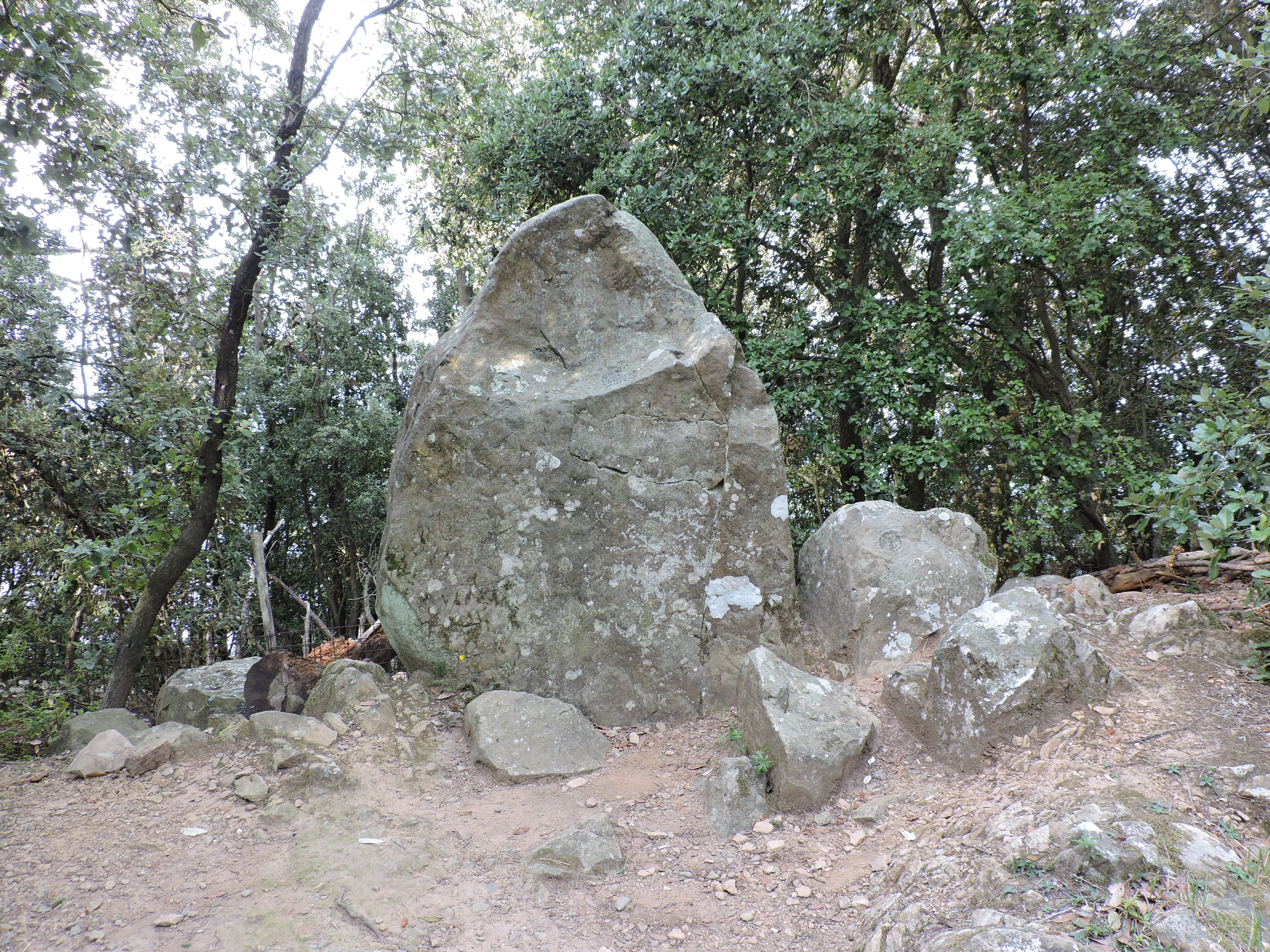
Menhir di Tramonti

Il menhir di Tramonti è una struttura megalitica che sorge in prossimità della frazione di Tramonti sulla catena montuosa che cinge a ponente il golfo della Spezia.

## Descrizione
Il menhir è stato scoperto e studiato nel 1922 dallo storico spezzino Ubaldo Mazzini che lo fatto risalire al periodo neolitico.
Il monolite si trova in uno slargo lungo l’antica mulattiera che, lungo il crinale montuoso, congiungeva l’importante monastero di San Venerio con le Cinque Terre.  

Il masso, in pietra arenaria, misura un’altezza di 2,50 m circa e uno spessore di 0,70 m e presenta evidenti segni di lavorazione e sagomatura: infatti è rastremato alla base  e appuntito al vertice. 
Alla base il monolite è puntellato da due pietre più piccole, una delle quali non è più in loco. 
Accanto al menhir sono anche due pietre forate, rispettivamente una con un foro circolare, l’altra con un foro rettangolare.
Nel complesso megalitico, davanti al monolite è inoltre un muretto eretto con pietre a secco e si è notato che, ìn occasione di ogni solstizio estivo, il menhir proietta la sua ombra sul centro esatto del muretto. 
Questo allineamento confermerebbe l'ipotesi di una funzione rituale di questo monumento attribuito alle antiche popolazioni protoliguri.

In corrispondenza della data dell’11 ottobre la luce del sole al tramonto illumina l’interno di un cavaneo ricavato nella della muraglia che tiene la fascia.
La zona del menhir rivela anomalie magnetiche.
Poco lontano e più in basso c’è una fonte d’acqua.

## Leggende
Nella cultura popolare il menhir è stato denominato Masso de Diavolo ed era associato a leggende di streghe, sabba diabolici e a fenomeni paranormali.
Un’altra leggenda riferisce che nella notte di ogni 21 giugno il luogo sia propizio alla riunione dei mondi dei vivi e dei trapassati.
Forse per esorcizzare queste credenze  sul menhir in passato venne collocata una croce.